# Bleach (sezonul 10)
Bleach Sezonul 10 – Arrancar vs. Shinigami (2008-2009)
Episoadele din sezonul zece al seriei anime Bleach se bazează pe seria manga Bleach de Tite Kubo. Sezonul zece din Bleach, serie de anime, este regizat de Noriyuki Abe și produs de Studioul Pierrot și TV Tokyo și a început să fie difuzat pe data de 14 octombrie 2008 la TV Tokyo și s-a încheiat la data de 3 februarie 2009.
Episoadele din sezonul zece al seriei anime Bleach fac referire la Ichigo Kurosaki și prietenii lui ce luptă împotriva espada, armata fostului căpitan shinigami Sosuke Aizen, pentru a o salva pe Orihime Inoue. Episoadele 204 și 205 sunt centrate pe un meci de fotbal dezvoltat de Shinigamiul Kasumioji, care a apărut în sezonul 9.

## Lista episoadelor
| Nr. Ep. Original | Nr. Ep. Serie | Nr. Ep. Sezon | Titlu                                                       | Apariție          |
| ---------------- | ------------- | ------------- | ----------------------------------------------------------- | ----------------- |
| 190              | 190           | 1             | Capitolul Hueco Mundo, restart!                             | 14 octombrie 2008 |
| 191              | 191           | 2             | Locația înfricoșătoare, teatrul lui Szayelaporro            | 21 octombrie 2008 |
| 192              | 192           | 3             | Secretul lui Nel, o nouă frumusețe se alătură luptei!?      | 28 octombrie 2008 |
| 193              | 193           | 4             | Irezistibil, spectacolul cu păpuși al terorii               | 4 noiembrie 2008  |
| 194              | 194           | 5             | Trecutul lui Neliel                                         | 11 noiembrie 2008 |
| 195              | 195           | 6             | Uniunea supremă! Seriozitatea lui Pesche                    | 18 noiembrie 2008 |
| 196              | 196           | 7             | Alăturându-se luptei! Cea mai puternică armată de shinigami | 25 noiembrie 2008 |
| 197              | 197           | 8             | Bankaiul lui Byakuya, furia tăcută                          | 2 decembrie 2008  |
| 198              | 198           | 9             | Cei doi savanți, capcana lui Mayuri                         | 9 decembrie 2008  |
| 199              | 199           | 10            | Nașterea sfântă, Szayelaporro cel înviat                    | 16 decembrie 2008 |
| 200              | 200           | 11            | Cel mai puternic corp!? Taie-l pe Nnoitra                   | 23 decembrie 2008 |
| 201              | 201           | 12            | Nnoitra eliberat! Brațele multiplicatoare                   | 6 ianuarie 2009   |
| 202              | 202           | 13            | Concluzia luptei feroce! Cine e cel mai puternic?           | 13 ianuarie 2009  |
| 203              | 203           | 14            | Orașul Karakura se adună! Aizen vs. shinigami               | 20 ianuarie 2009  |
| 204              | 204           | 15            | Strategia de convingere a lui Ichigo                        | 27 ianuarie 2009  |
| 205              | 205           | 16            | Tronc! Un turneu kemari plin de hollow                      | 3 februarie 2009  |